# Phyllophaga hoegella
Phyllophaga hoegella är en skalbaggsart som beskrevs av Saylor 1943. Phyllophaga hoegella ingår i släktet Phyllophaga och familjen Melolonthidae. Inga underarter finns listade i Catalogue of Life.